# Ciomăgești, Argeș
Ciomăgești este un sat în comuna cu același nume din județul Argeș, Muntenia, România.